# Audra Mae
Audra Mae (20 de febrero de 1984, Oklahoma City) es una cantante y compositora de Oklahoma, sobrina nieta de Judy Garland.

## Biografía
Obtuvo popularidad cuando su versión de "Forever Young" fue colocada en el programa de televisión Hijos de la anarquía y el verano de 2009. Firmó en Los Ángeles con SideOneDummy Records. Lanzó un EP digital, "Haunt", el 20 de octubre de 2009 y realizó una gira como parte del Chuck Ragan’s Revival Tour.
En 2009, escribió una canción para Britain's Got Talent, álbum debut de la finalista Susan Boyle. Mae escribió la única canción original en el álbum debut exitoso. Ha actuado como miembro de The Cabaret Vertical y lanzó su álbum debut The Happiest Lambel el 18 de mayo de 2010. Cantó en la canción Addicted to You, aunque sin acreditar, del disc jockey, remixer y productor discográfico sueco Avicii, para su álbum musical True
En el 2019 canto en el concierto de tributo a Avicii canciones como addicted to you y Dear Boy.
- Datos: Q518774